# Заложници в Могадишу
„Заложници в Могадишу“ (на немски: Mogadischu Fensterplatz) е роман от немския писател Фридрих Кристиан Делиус (р. 1943), публикуван през 1987 г.

Месеци наред след публикуването му, романът „Заложници в Могадишу“ заема първите места в списъците на най-предпочитаните книги. Причината за този успех може да се потърси в сложността на творческата задача, която писателят си е поставил: да създаде „трилър“, който да държи читателите в напрежение от първата до последната страница, и в същото време – психологически издържана проза от висока класа.
Тероризмът
През 1978 г. италианските „Червени бригади“ убиват в Рим бившия министър-председател и водач на Християндемократическата партия Алдо Моро. През 1979 г. тогавашният главнокомандващ обединените въоръжени сили на НАТО в Европа Александър Хейг замалко не става жертва на атентат, организиран от белгийската терористична организация „Борещи се комунистически ядра“. През 1984 г. британската министър-председателка Маргарет Тачър като по чудо се спасява от взрива в хотела в Брайтън, където се провежда годишната конференция на Консервативната партия. През 1986 г. френската полиция, предупредена от Скотланд Ярд, задържа в Париж единадесет терористи от ИРА с оръжие и взривни материали. През декември същата година пред самия вход на кметството в Париж, където се намира министър-председателят на Франция Жак Ширак, е поставена мощна бомба. Двадесет дни по-късно в хотел „Монтарко“ в Бакейра Берет, където кралят на Испания Хуан Карлос прекарва коледните празници, избухва бомба.
През май 1983 г., след като разгромява водещата терористична организация във ФРГ „Бадер-Майнхоф“, канцлерът Хелмут Кол признава горчиво: „В списък, намерен у терористите, фигурираха имената на няколко видни личности. Аз съм единственият останал жив. Другите са ликвидирани.“ А един висш служител в испанската администрация официално заявява: „Всички правителствени ръководители в Западна Европа смятат, че след като не съществуват граници за тероризма, не трябва да има граници и за борбата с него.“
Така преди 2 десетилетия започва необявената война срещу международния тероризъм.
„Фракция Червена армия“
Един от най-зрелищните епизоди в тази битка става кървавата драма на летището в Могадишу, където през есента на 1977 г. специално обучени „части за бързо реагиране“ успяват да освободят заложниците в отвлечения от палестински терористи самолет на „Луфтханза“ Боинг-737.
Но събитието има своята предистория: През 1976 г. в своята килията се самоубива Улрике Майнхоф – идеоложката на анархотероризма във ФРГ. Няколко месеца по-късно са осъдени на доживотен затвор и тримата ръководители на терористичната група „Фракция Червена армия“ Андреас Бадер, Гудрун Енслин и Ян-Карл Распе. Останалите на свобода членове на групата мълниеносно нанасят ответен удар – убиват главния прокурор на страната Зигфрид Бубак и видния банкер Юрген Понто. Така се стига до 5 септември 1977 г., когато в Кьолн е извършен атентат срещу Ханс Мартин Шлайер – председател на Съюза на западногерманските работодатели и на Съюза на индустриалците. Шофьорът и тримата полицаи, охраняващи Шлайер, са застреляни, а самият индустриалец е отвлечен от терористите. Хилядите полицаи, хвърлени в акцията по издирването му, не успяват да го открият. На следващия ден похитителите изпращат до правителството в Бон ултиматум, че ще освободят Шлайер само когато бъдат пуснати на свобода осъдените единадесет техни съмишленици, като всеки от тях получи по 100 000 марки. Правителството не изпълнява искането на терористите, нещо повече: в реч по радиото и телевизията тогавашният канцлер Хелмут Шмит заявява, че ще бъдат взети най-строги мерки за борба с тероризма във Федералната република.
Отвличането на „Ландсхут“
И тогава – на 13 октомври 1977 г. – над Средиземно море е отвлечен самолетът „Ландсхут“, на западногерманската авиокомпания, извършващ полет от Палма де Майорка за Франкфурт на Майн. На борда му се намират 86 пътника и 5 души екипаж. Въздушните пирати са двама мъже и две жени. В бейрутското бюро на агенция Ройтерс постъпва декларация, че отговорността за отвличането поема неизвестната дотогава „Организация за борба срещу световния империализъм“. Самолетът каца в Рим и там престарелият папа безуспешно предлага да замести деветдесетте и един заложници.
Междувременно от Кьолн е излетял самолет на „Луфтханза“ Боинг-707 с тридесет тежко въоръжени бойци от граничните войски на ФРГ, обучени за борба с терористи. Но когато се приземяват в Кипър, отвлеченият самолет вече от 52 минути е отново във въздуха и лети към Дубай – край Персийския залив.
През цялото това време в правителствения квартал на Бон, охраняван от бронирани коли и полицаи с готови за стрелба автомати, почти непрекъснато заседава голям и малък „кризисен щаб“, както и самият кабинет.
Ултиматумът
В Дубай въздушните пирати оповестяват своя ултиматум: да бъдат освободени единадесетте членове на групата „Бадер-Майнхоф“, както и двама палестинци, осъдени на доживотен затвор в Турция заради убийства. Терористите заплашват, че ако не бъде изпълнено условието им до неделя, 16 октомври, 9 часа средноевропейско време, ще взривят самолета. Отказват да освободят децата и жените. От Бон за Дубай заминава министърът Ханс-Юрген Вишневски, специалист по арабските въпроси, за да преговаря с правителството на Саудитска Арабия. Самолетът със специалния отряд е изтеглен встрани. От Бон се опитват да упражнят натиск върху терористите. И те определят втори ултиматум – до неделя 14 часа. Специалните части решават да извършат нападение още същата нощ. Но малко преди изтичането на ултиматума отвлеченият самолет излита от Дубай и се насочва към Аден. Терористите са заплашили, че ако не получат гориво и метеорологични карти, ще убият трима от заложниците.
В Бон официалният говорител Клаус Бьолинг заявява в кратка декларация, че федералното правителство продължава да обсъжда всички реалистични възможности за спасяването на живота на заложниците. Пред федералното канцлерство се насъбират стотици хора с надеждата да узнаят нещо повече. Канцлерът Хелмут Шмит се обръща по телефона за съвет и помощ към редица държавни ръководители, включително към английския министър-председател Калахан и френския президент Жискар Д'Естен.
Привечер идва съобщението, че отвлеченият самолет се е приземил в Аден, Южен Йемен. Пистата на летището е била блокирана от военни коли и машината каца аварийно върху странична пясъчна ивица. Командирът на самолета излиза, за да провери състоянието на колесника след опасното приземяване. Той успява да установи контакт с йеменските военни части, обградили машината и иска да дойдат официални правителствени лица. Предводителят на похитителите оповестява, че ако пилотът не се завърне, ще взриви самолета, ако се завърне – ще го екзекутира. И когато командирът се появява, той изпълнява заканата си – пред очите на всички пръсва черепа му. На другия ден повредената машина все пак успява да излети и да кацне в столицата на Сомалия Могадишу. Там терористите изхвърлят на пистата убития тридесет и седем годишен командир на самолета Юрген Шуман и съобщават нов ултиматум – до 15 часа същия ден.
Освобождаването
От похитителите на Шлайер няма никаква вест, макар техният ултиматум вече да е изтекъл. В Бон продължава да заседава големият кризисен щаб, ръководен лично от канцлера Шмит. И тогава от Могадишу съобщават, че предводителят на терористите „капитан Махмуд“ бил пресипнал и поискал да му се дадат хапчета за гърло. От това в Бон преценяват, че той няма да взриви самолета заедно със себе си и другите похитители. Така изтича и този ултиматум. Въпреки настояванията на сомалийското правителство, терористите и сега отказват да освободят поне децата и жените. Канцлерът Хелмут Шмит приема близки на пътниците от отвлечения самолет и разговаря с тях. Шмит провежда продължителен телефонен разговор и със сомалийския президент Сиад Баре. Тогава сомалийската осведомителна агенция съобщава, че похитителите са удължили ултиматума си до 20 часа средноевропейско време. След това американското посолство в Могадишу оповестява, че ултиматумът е подновен с краен срок 00,30 часа по Гринуич.
Осем часа преди изтичането на последния ултиматум, малко преди да падне мрак, в Могадишу каца самолетът със специалния отряд. Още от сутринта министър Вишневски разговаря с терористите по радиото от контролната кула. После отвлеченият самолет бива обграден и приближаването до корпуса му продължава близо два часа. Тогава сомалийски войници запалват огън на пистата пред машината, който привлича вниманието на похитителите и те се събират отпред в пилотската кабина. Малко след полунощ отрядът щурмува самолета. В него хвърлят специални светлинно-шумови гранати, които за няколко секунди заслепяват и оглушават терористите. Завързва се престрелка. Двама от похитителите са убити, един умира малко по-късно от раните си, а четвъртият – една от жените – е ранена и бива заловена.
Сред пътниците няма жертви, понеже се намират в задната част на машината. Операцията по освобождаването им продължава всичко седем минути. Сто и шест часа след отвличането на самолета пътниците му отново са на свобода.
На 18 октомври в 2 часа през нощта правителственият говорител в Бон призовава пред журналистите похитителите на Шлайер да го освободят. В течение на деня става известно, че тримата ръководители на терористичната група „Бадер-Майнхоф“ са се самоубили в затворническите си килии, въпреки мерките за сигурност. Вечерта осведомителната агенция ДПА съобщава, че отвлеченият индустриалец е убит – по данни от получено писмо френската полиция открива на една улица в Мюлуз паркиран автомобил, в чийто багажник намира трупа на Ханс-Мартин Шлайер.
На 20 октомври западногерманската полиция започва най-голямата в историята на ФРГ акция за залавяне на терористи. Поименно се търсеха 16 души, отговорни за убийството на индустриалеца Шлайер, на главния прокурор Бубак и на банкера Понто. За залавянето на всеки от тях е определено възнаграждение от 50 000 марки. В цялата страна се извършват проверки, населението е призовано активно да съдейства. Но акцията, която се провежда и в съседните на ФРГ западни страни, не довежда до никакъв резултат.
Романът
Десет години след освобождаването на заложниците в Могадишу писателят Фридрих Кристиан Делиус излага своята версия на събитията. За да създаде романа си, той е разпитал мнозина от пътниците на отвлечения самолет, проучил е различни документи и обстоятелства. Но Делиус не се интересува толкова от фактологията, колкото от преживяванията на участниците в драмата. Затова и разказът се води от името на една млада пътничка, която се завръща при любимия си след почивка в Палма де Майорка. Тя е заела място до прозореца в самолета и се опитва да превъзмогне критичната ситуация, като подлага на анализ всичко, което изпитва или наблюдава около себе си.
Андреа Болендер – така се нарича героинята на Делиус – е биоложка по професия и е свикнала да провежда експерименти с животни. За пръв път тя трябва да приложи знанията и опита си върху хора. Но това става причина да се вдълбочи в себе си и да огледа собствения си живот с неговите малки победи и поражения. За петте дни, през които отвлеченият самолет се лута от летище на летище и прекосява три континента, Андреа премисля своето минало, преценява отношенията си с хората и колегите в института. И с тревога установява, че на тридесетгодишна възраст няма нищо, което да я задържа особено силно към този живот.
Сполука в злополуката
Така „злополуката“ от отвличането се оказва за нея „сполука“ в нравствен смисъл. За пръв път младата жена си задава въпроси, за които преди не е и помисляла. Например тя се пита дали в съвременния буржоазен свят не съществува тайно сътрудничество между властите и насилниците поради тяхната обща тактика и начини на действие. „Ние сме заложници, обект на преговори, сега с нас се играе на покер, правят се срамни пазарлъци; с нас се върти политика, бизнес, подготвят ни за някаква разменна сделка – колкото по-мръсно е положението ни, толкова цената ни става по-висока“ – размишлява героинята на Делиус. За миг социално осигурената биоложка се изживява като жертва на една обществена система, която създава условия за развихрянето на тероризма. Своите премеждия тя възприема като наследство от терора, упражняван от евреите над палестинците; от своя страна еврейският терор е според нея наследство от нацисткия терор.
Ето как тя стига в мислите си до идеята за отговорността на немците, на бащите и дедите на днешните скромни и добронамерени германски граждани към съвременната световна история. Така романът придобива политически акцент – неговата критична острота е насочена към онези политически решения, които пренебрегват отделната човешка съдба и поставят на преден план нехуманни „държавни съображения“.
Посланието
Всъщност романът „Заложници в Могадишу“ е протокол на едно вътрешно развитие – по някакъв начин той е и „образователен роман“, роман на самовъзпитанието, защото в края на заложническата драма героинята вече не е същата, каквато е била в началото. Андреа Болендер става събирателен образ на младите хора във Федерална република Германия, подложени на непрекъснато, макар и невидимо насилие от страна на специалните служби и средствата за информация. Заедно с нея читателят преживява гнева от принудителното бездействие, срама от собственото малодушие, страха от произвола и надеждата за избавление от моралното страдание, а това е – казано с думите на критиката – „целият абсурден и кървав театър на съвременния тероризъм“.
И ако трябва да се зададе въпросът: „Какво е посланието на тази книга?“ може да се отговори – „У всекиго от нас се таи един терорист и един заложник, често неразлъчни и неразличими един от друг. За да предотвратим проявленияте им, трябва да се вгледаме в душите си и да ги опознаем...“